# Jesús Esteban Catalá Ibáñez
Jesús Esteban Catalá Ibáñez (Vilamarxant, 22 dicembre 1949) è un vescovo cattolico spagnolo, dal 27 giugno 2025 vescovo emerito e amministratore apostolico di Malaga.

## Biografia
Jesús Esteban Catalá Ibáñez è nato a Vilamarxant il 22 dicembre 1949.

### Formazione e ministero sacerdotale
All'età di undici è entrato nel seminario metropolitano di Valencia dove ha compiuto gli studi liceali dal 1961 al 1967 ed ecclesiastici dal 1968 al 1974.
Nel 1973 è stato ordinato diacono e ha conseguito il baccalaureato in teologia presso la Pontificia Università di Salamanca. Il 3 luglio 1976 è stato ordinato presbitero per l'arcidiocesi di Valencia. Lo stesso anno ha ottenuto la licenza in teologia presso la Facoltà teologica "San Vicente Ferrer" di Valencia. Ha poi prestato servizio come parroco delle parrocchie di Rotglà i Corberà e La Granja de la Costera e come professore di religione presso la scuola media "Luis Vives" e nel seminario minore di Játiva.
Nel 1978 è stato assegnato alla Delegazione diocesana per la pastorale vocazionale, collaborando contemporaneamente con il gruppo di formatori del seminario diocesano e con la delegazione diocesana per il clero.
Nel 1981 si è laureato in filosofia e scienze dell'educazione con specializzazione in psicologia presso l'Università di Valencia. Ha anche collaborato a una ricerca pubblicata dal Dipartimento di storia della psicologia e ha partecipato ai congressi internazionali di psicologia tenutisi ad Alicante nel 1981 e a Monaco di Baviera nel 1985.
Nel 1982 è stato nominato parroco della parrocchia di San Carlo Borromeo a Albal, collaborando contemporaneamente con le delegazioni diocesane per la pastorale vocazione e per la catechesi.
Nel 1984 è stato inviato a Roma per studi. Ha preso residenza nel Pontificio collegio spagnolo di San Giuseppe e ha esercitato il ministero come collaboratore pastorale nella parrocchia di San Paolo della Croce. Ha partecipato come assistente della segreteria generale alla II assemblea straordinaria del Sinodo dei Vescovi che ha avuto luogo nel 1985. Ha collaborato a tempo parziale con la segreteria fino al 1986. Lo stesso ha conseguito il dottorato in teologia pastorale con specializzazione in catechetica presso l'Università Pontificia Salesiana.
Nel 1987 è entrato in servizio presso la segreteria generale del Sinodo dei vescovi. Da allora, e fino alla sua nomina episcopale, ha partecipato a tutte le assemblee sinodali: sui laici (1987); sulla formazione sacerdotale (1990); per l'Europa (1991); per l'Africa (1994); sulla vita consacrata (1994); per il Libano (1995). Ha pubblicato numerose articoli su argomenti sinodali e ha tenuto diverse conferenze su questi argomenti.
Nel 1996 ha conseguito il dottorato in teologia dogmatica presso la Pontificia Università Gregoriana con una tesi sull'analisi della rivista Concilium.
Ha accompagnato il Santo Padre nei viaggi apostolici in Costa d'Avorio nel 1990, in Angola nel 1992 e in Uganda nel 1993.

### Ministero episcopale
Il 25 marzo 1996 papa Giovanni Paolo II lo ha nominato vescovo ausiliare di Valencia e titolare di Urusi. Ha ricevuto l'ordinazione episcopale l'11 maggio successivo nella cattedrale di Valencia dall'arcivescovo metropolita di Valencia Agustín García-Gasco Vicente, co-consacranti il cardinale Ricardo María Carles Gordó, arcivescovo di Barcellona, e l'arcivescovo Lajos Kada, nunzio apostolico in Spagna e Andorra.
Il 27 aprile 1999 lo stesso papa Giovanni Paolo II lo ha promosso vescovo di Alcalá de Henares.
Il 10 ottobre 2008 papa Benedetto XVI lo ha nominato vescovo di Malaga. Ha preso possesso della diocesi il 13 dicembre successivo.
Nel marzo del 2014 ha compiuto la visita ad limina.
In seno alla Conferenza episcopale spagnola è membro della commissione esecutiva dal 3 marzo 2020. In precedenza è stato membro delle commissione per l'insegnamento e la catechesi dal 1996 al 2005; membro della commissione per le relazioni interconfessionali dal 1996 al 1999; membro della commissione per i seminari e le università dal 1999 al 2002; membro della commissione per la dottrina della fede dal 2002 al 2005; presidente della commissione per la pastorale dal 2005 al 2011; presidente della commissione per il clero dal 2 marzo 2011 al marzo 2017 e presidente della commissione per la vita consacrata dal 15 marzo 2017 al marzo del 2020.
È stato membro del consiglio di San Giovanni d'Avila, dottore della Chiesa.
Il 27 giugno 2025 papa Leone XIV ha accolto la sua rinuncia, presentata per raggiunti limiti di età, al governo pastorale della diocesi di Malaga; gli è succeduto José Antonio Satué Huerto, fino ad allora vescovo di Teruel e Albarracín.

## Controversie
Il 18 ottobre 2004 il Diario de Alcalá ha pubblicato una lunga intervista con monsignor Catalá Ibáñez che ha suscitato molte controversie. Il vescovo si è pronunciato contro il matrimonio tra persone dello stesso sesso e l'adozione omoparentale: "Quel bambino che è adottato da una coppia omosessuale molto probabilmente, ha fino all'80% delle probabilità di finire per fumare". Il giornale è stato sorpreso dal tono delle sue dichiarazioni, in cui sosteneva anche che l'omosessualità è "un'anomalia psicologica", un'"aberrazione" e una "deviazione". Ha definito gli omosessuali "uomini con una tendenza invertita. Diciamo le parole: sono invertiti". Ha anche difeso le terapie del riorientamento sessuale in quanto secondo lui, l'omosessualità è "una deviazione sociale appresa e si può smettere di esserlo".
È stato accusato di aver fatto dichiarazioni in cui presumibilmente equiparava il matrimonio omosessuale con l'unione di un uomo e un animale in una riunione di 500 studenti tenutasi presso la scuola San Estanislao de Kostka il 10 aprile 2014. La diocesi ha negato che il vescovo avesse fatto un simile paragone, rilevando che alcuni mezzi di comunicazione avessero travisato le sue parole. Il fatto è stato negato anche dai direttori delle scuole presenti all'evento i quali sostenevano che le parole del prelato erano state manipolate e decontestualizzate. Il partito politico murciano Sovranità della democrazia ha tuttavia portato il caso alla giustizia. La magistratura ha archiviato le accuse affermando che "non è certo che la versione fornita si adatti alla realtà" e che, in ogni caso, "il vescovo, quando esprime i suoi criteri secondo la dottrina della Chiesa cattolica, cioè una posizione critica verso l'omosessualità, è protetto dalla libertà di espressione e dalla libertà di religione.

## Genealogia episcopale
La genealogia episcopale è:
- Cardinale Scipione Rebiba
- Cardinale Giulio Antonio Santori
- Cardinale Girolamo Bernerio, O.P.
- Arcivescovo Galeazzo Sanvitale
- Cardinale Ludovico Ludovisi
- Cardinale Luigi Caetani
- Cardinale Ulderico Carpegna
- Cardinale Paluzzo Paluzzi Altieri degli Albertoni
- Papa Benedetto XIII
- Papa Benedetto XIV
- Papa Clemente XIII
- Cardinale Marcantonio Colonna
- Cardinale Giacinto Sigismondo Gerdil, B.
- Cardinale Giulio Maria della Somaglia
- Cardinale Carlo Odescalchi, S.I.
- Cardinale Costantino Patrizi Naro
- Cardinale Serafino Vannutelli
- Cardinale Domenico Serafini, Cong.Subl. O.S.B.
- Cardinale Pietro Fumasoni Biondi
- Cardinale Antonio Riberi
- Cardinale Ángel Suquía Goicoechea
- Cardinale Agustín García-Gasco Vicente
- Vescovo Jesús Esteban Catalá Ibáñez

## Araldica
| Stemma | Titolare                                      | Blasonatura | Interpretazione |
|        | Jesús Esteban Catalá Ibáñez Vescovo di Malaga | Troncato abbassato d'oro alla croce latina di rosso, d'azzurro al crescente d'argento e all'ombra di sole d'oro di 16 raggi ondeggianti posti in fascia. Ornamenti esterni da vescovo. Motto: "Ut unum sint" (Giovanni 17,21). | Lo stemma di monsignor Clemens Pikel è diviso in due parti, quella superiore è alta il doppio di quella inferiore. Nel campo superiore vi è una croce latina rossa su sfondo oro. La croce rappresenta Gesù Cristo che con la sua morte e risurrezione ha portato la salvezza a tutti gli uomini. Essa si riferisce anche all'immagine del Cristo della Salute, venerata a Vilamarxant. Nel campo inferiore vi sono un sol levante dorato e una luna crescente d'argento su campo azzurro. Il sol levante ha diversi significati: in primo luogo, si riferisce a Gesù Cristo, "il cui nome è Oriente, che è stato fatto mediatore tra Dio e gli uomini", vero sole di giustizia che non conosce tramonto, vera luce che illumina ogni uomo che viene in questo mondo e nella cui luce siamo tutti chiamati a camminare. Anche la falce di luna simboleggia diverse realtà: in primo rappresenta la Chiesa, che continua l'opera di Gesù Cristo ricevendo da lui la luce; in secondo luogo, si riferisce alla presenza della Vergine Maria nella Chiesa, incastonata tra il sole e la luna, "donna vestita di sole, con la luna sotto i suoi piedi"; in terzo luogo, vuole anche simboleggiare gli uomini del Medio Oriente e dell'Occidente, con le loro rispettive credenze. Infine, c'è anche un riferimento a Vilamarxant, la sua città natale, sul cui stemma vi è una falce di luna. I colori dello sfondo di entrambe le parti, blu e oro, corrispondono rispettivamente agli stemmi paterno e materno. Come motto ha scelto l'espressione "Ut unum sint", tratta dal Vangelo secondo Giovanni (cfr. Gv 17, 21). L'esperienza delle assemblee speciali del Sinodo dei vescovi (Europa, Africa e Libano) a cui avevo partecipato e la preparazione delle successive (America, Asia, Oceania) lo hanno sensibilizzato al problema dell'ecumenismo e del dialogo interreligioso, nella prospettiva del Grande Giubileo dell'anno 2000. Lo stesso papa Giovanni Paolo II, ha proclamato questa chiamata all'unità nella sua enciclica dedicata all'ecumenismo Ut Unum Sint del 25 maggio 1995. Il motto, tratto dalla preghiera sacerdotale di Gesù vuole esprimere il desiderio del Signore e la sua chiamata all'unità dei cristiani. A tutti loro deve arrivare la buona notizia della salvezza. Lo stemma è completato con gli ornamenti esterni che sono una croce processionale episcopale d'oro, posta dietro allo scudo e che si estende sopra e sotto lo stesso e un cappello ecclesiastico chiamato galero, con sei nappe in tre file su entrambi i lati dello scudo. Queste sono le insegne araldiche di un prelato del grado di vescovo come da disposizione della Santa Sede del 31 marzo 1969. |